# Vučjak (predstava)
Vučjak hrvatska je predstava nastala po tekstu Miroslava Krleže u režiji Ivice Buljana, a u produkciji Hrvatskog narodnog kazališta u Zagrebu. Ovo je prva predstava nastala u intendanturi Dubravke Vrgoč, te predstavlja početak nove ere u razvoju središnje nacionalne kazališne kuće. Premijerno je odigrana 30. prosinca 2014. godine. 

## Autorski tim
Režija: Ivica Buljan

Dramaturg: Vlaho Bogišić

Skladatelj: Mitja Vrhovnik Smrekar

Scenograf: Aleksandar Denić

Kostimografkinja: Ana Savić Gecan

Dizajn svjetla: Son:Da

Kondicijski trener: Marinko Petričević

Asistent redatelja: Paolo Tišljarić

Asistentica kostimografkinje: Antonija Jakšić Dorotić

Asistent scenografa: Ante Serdar

Igraju:
Lica predigre
Polugan: Bojan Navojec

Dr. Zlatko Strelec: Nikša Kušelj

Venger-Ugarković: Livio Badurina

Šef-redaktor: Damir Markovina

Šipušić: Ivan Glowatzky

Korektor: Alen Šalinović

Krešimir Horvat: Silvio Vovk

Lica prvoga, drugoga i trećega čina
Krešimir Horvat: Silvio Vovk

Marijana Margetićka: Alma Prica

Eva: Nina Violić

Juraj Kučić: Goran Grgić

Vjekoslav Hadrović: Slavko Juraga

Pantelija Crnković: Milan Pleština

Mitar: Kristijan Potočki

Lukač: Franjo Kuhar

Grga Tomerlin: Dušan Bućan

Starac: Siniša Popović

Perekov Juro: Ivan Glowatzky

Lazar Margetić: Dragan Despot

Evina mati: Ana Begić

Lica intermeca
Nevjesta: Marija Šegvić

Otac: Slavko Juraga

Mati: Ana Begić

Venger-Ugarković: Livio Badurina

Šef-Redaktor: Damir Markovina

Polugan: Bojan Navojec

Poluganova žena: Iva Mihalić

Marijana Margetićka: Alma Prica

Zlatko Strelec: Nikša Kušelj

Kelner Juro: Goran Grgić

Grga Tomerlin: Dušan Bućan

## Nagrade
25. Marulićevi dani, 2015.

- Marul za najbolju glumicu: Alma Prica

- Nagrada žirija čitatelja dnevnog lista Slobodna Dalmacija: Alma Prica

Godišnja nagrada HNK-a Zagreb, 2015.

- Nagrada Mila Dimitrijević za glumačko ostvarenje: Nina Violić